# Speinshart
Speinshart er en kommune i Landkreis Neustadt an der Waldnaab i Regierungsbezirk Oberpfalz i den tyske delstat Bayern. Den er en del af Verwaltungsgemeinschaft Eschenbach.

## Geografi
Speinshart ligger i Planungsregion Oberpfalz-Nord.
Ud over Speinshart, ligger i kommunen landsbyerne Seitenthal og Tremmersdorf.

## Historie
I 1145 grundlagde Adelvolk von Reiffenberg, hans kone Richenza og to brødre Kloster Speinshart og overdrog det til Præmonstratenserordenen. Klosteret var i forbindelse med reformationen, nedlagt fra 1556 til 1669. Byen var senere en del af Kurfyrstedømmet Bayern og udgjorde indtil sekulariseringen i 1803 en lukket Hofmark, med sæde i klosteret. Klosteret kom derefter i statens besiddelse og havde forskellige funktioner som præstegård, skole og kontorer for skovvæsenet. I 1921 blev det store klosteranlæg givet tilbage til præmonstratenserne, og blev i 1923 igen et kloster.